# Anthomyia nasutula
Anthomyia nasutula är en tvåvingeart som först beskrevs av Pandelle 1900.  Anthomyia nasutula ingår i släktet Anthomyia och familjen blomsterflugor. Inga underarter finns listade i Catalogue of Life.